# Daylight (Bobby Womack)
Daylight è un brano musicale scritto da Bobby Womack e Harold Payne, pubblicato nel 1976 come singolo di Womack.
Nel 2007 è stata reinciso dalla cantante R&B Kelly Rowland e Travis McCoy, frontman del gruppo hip hop Gym Class Heroes per la colonna sonora del film Asterix alle Olimpiadi.

## Descrizione
La cover del brano di Kelly Rowland è stata registrata a Londra nell'ottobre 2007 e coprodotta da S*A*M e Sluggo. Il CD singolo è stato pubblicato come l'estratto principale della riedizione dell'album Ms. Kelly: Diva Deluxe nel marzo 2008 per il mercato statunitense, e nei mesi successivi per quello europeo.

## Video musicale
Il video prodotto per Daylight è stato diretto da Jeremy Rall e prodotto da Gina Leonard per la Siblings Inc. e girato a New York, a pochi isolati di distanza dall'Empire State Building. Nel video la Rowland viene mostrata insieme ad un gruppo di persone, fra cui Travis McCoy, nello scenario di un party. Fanno una apparizione cameo nel video anche gli altri componenti dei Gym Class Heroes. Il video è stato trasmesso un'anteprima il 6 gennaio 2008 sul canale francese Vivement Dimanche, con alcune scene tratte da Asterix alle Olimpiadi, non presenti nel video ufficiale.

## Tracce
| U.S. digital single 1. Daylight (Album Version) - 3:34 U.S. digital remix EP 1. Daylight (Hex Hector remix) - 3:11 2. Daylight (Maurice Joshua Nu Soul remix) - 3:33 3. Daylight (Karmatronic remix) - 3:28 4. Daylight (Loze Daze remix) - 10:37 5. Daylight (Dan McKie Nightlight dub mix) - 7:59 UK CD single 1. Daylight (Album Version) - 3:33 2. Daylight (Joey Negro Radio Edit - with Rap) - 3:29 | UK Promo CD 1. Daylight (Album Version) - 3:33 2. Daylight (No Rap Version) - 3:30 UK Remix Promo CD 1. Daylight (Joey Negro Club Mix) 2. Daylight (Joey Negro Radio Edit - with Rap) - 3:29 3. Daylight (Joey Negro Radio Edit) 4. Daylight (Joey Negro Rodox Dub) 5. Daylight (Joey Negro Urban Mix) 6. Daylight (Karmatronic Club Mix) - 6:59 7. Daylight (Original Version) - 3:33 |

## Classifiche internazionali
| Classifica (2008)                  | Posizione più alta |
| ---------------------------------- | ------------------ |
| Australia                          | 43                 |
| Europa                             | 44                 |
| Francia                            | 16                 |
| Global Dance Tracks                | 17                 |
| Irlanda                            | 43                 |
| Romania                            | 91                 |
| Regno Unito                        | 14                 |
| U.S. Billboard Hot Dance Club Play | 4                  |